# Shut Your Eyes
Singles de Snow Patrol
Open Your Eyes
(2007) Signal Fire
(2007)
Shut Your Eyes est le sixième et dernier single tiré de l'album Eyes Open de Snow Patrol, sorti en 2006.

## Classements
| Pays                                   | Positions |
| -------------------------------------- | --------- |
| Allemagne (Media Control AG)           | 15        |
| Autriche (Ö3 Austria Top 40)           | 12        |
| Belgique (Flandre Ultratop 50 Singles) | 1         |
| Pays-Bas (Nederlandse Top 40)          | 17        |
| Suisse (Schweizer Hitparade)           | 26        |